# Encyclia bipapularis
Encyclia bipapularis là một loài thực vật có hoa trong họ Lan. Loài này được (Rchb.f.) Acuña mô tả khoa học đầu tiên năm 1939.